# Luca Rambaldi

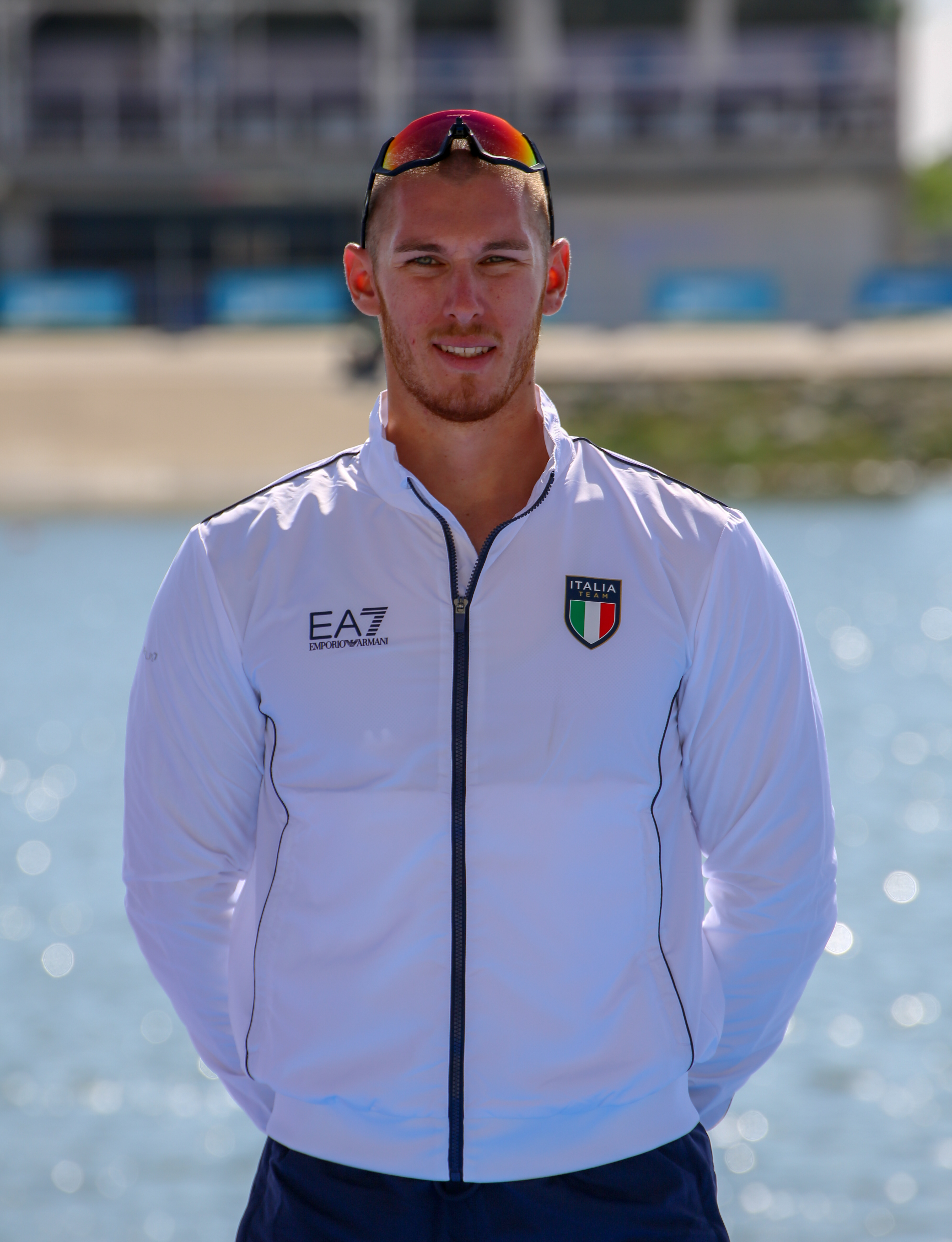
Luca Rambaldi 2018 bei den Mittelmeerspielen

Luca Rambaldi (* 9. Dezember 1994 in Ferrara) ist ein italienischer Ruderer. Er war Olympiazweiter und Weltmeister im Doppelvierer.

## Sportliche Karriere
Rambaldi gewann bei der Junioren-Weltmeisterschaft 2011 Silber im Doppelvierer. Bei den Junioren-Weltmeisterschaften 2012 gewann er den Titel im Doppelvierer. 2012 belegte er mit dem italienischen Doppelvierer in der Erwachsenenklasse den sechsten Platz bei den Europameisterschaften. Im Jahr darauf gewann er bei den Europameisterschaften zusammen mit Matteo Stefanini, Simone Venier und Simone Raineri Bronze hinter den Deutschen und den Polen. Bei den Weltmeisterschaften belegte der italienische Doppelvierer den siebten Platz in der Besetzung Gabriele Cagna, Luca Rambaldi, Simone Venier und Domenico Montrone. Nach einem Jahr Pause ruderte Rambaldi im Ruder-Weltcup 2015 im Doppelvierer. Bei den Weltmeisterschaften startete er im Einer und belegte den 25. Platz. 2016 verpasste der italienische Doppelvierer die Olympiaqualifikation. Bei den U23-Weltmeisterschaften gewann Rambaldi 2016 Bronze im Doppelvierer.
2017 gewann er mit Filippo Mondelli Gold im Doppelzweier bei den Europameisterschaften. Bei den Weltmeisterschaften erkämpften die beiden Bronze hinter den Booten aus Neuseeland und aus Polen. 2017 und 2018 war Rambaldi italienischer Meister im Einer, in dieser Bootsklasse siegte er 2018 auch bei den Mittelmeerspielen. Danach bildeten Mondelli und Rambaldi zusammen mit Andrea Panizza und Giacomo Gentili einen Doppelvierer. Diese Crew gewann den Titel bei den Europameisterschaften vor den Litauern und den Polen. Bei den Weltmeisterschaften siegten die Italiener vor den Australiern und den Ukrainern. Im Jahr darauf gewannen die vier Italiener hinter dem Boot aus den Niederlanden die Silbermedaille bei den Europameisterschaften 2019 in Luzern. Bei den Weltmeisterschaften in Linz erkämpften die Italiener die Bronzemedaille hinter den Niederländern und den Polen. 2020 gewann der italienische Doppelvierer mit Luca Chiumento, Simone Venier, Luca Rambaldi und Giacomo Gentili bei den Europameisterschaften in Posen die Silbermedaille hinter den Niederländern. Im Jahr darauf siegte der italienische Doppelvierer mit Venier, Panizza, Rambaldi und Gentili bei den Europameisterschaften in Varese vor den Niederländern. Bei den Olympischen Spielen in Tokio erreichten die Italiener den fünften Platz.
Nach einem eher schwachen Jahr 2022 gewann Rambaldi 2023 zusammen mit Matteo Sartori die Silbermedaille im Doppelzweier bei den Europameisterschaften in Bled. Bei den Weltmeisterschaften in Belgrad erreichten die beiden den vierten Platz mit über zwei Sekunden Rückstand auf die Medaillenränge. 2024 belegten Sartori und Rambaldi auch bei den Europameisterschaften in Szeged den vierten Platz. Für die Olympischen Spiele in Paris wechselte Rambaldi zurück in den Doppelvierer. Das italienische Boot mit Luca Chiumento, Rambaldo, Andrea Panizza und Giacomo Gentili überquerte die Ziellinie mit 2,4 Sekunden Rückstand auf die siegreichen Niederländer.
Luca Rambaldi startet für Fiamme Gialle, die Sportabteilung der Guardia di Finanza.